# هومر کارملینی
هومر کارملینی (انگلیسی: Omero Carmellini; ۲۸ ژانویهٔ ۱۹۲۱ – ۲۴ سپتامبر ۱۹۹۷) بازیکن فوتبال اهل ایتالیا بود.
از باشگاه‌هایی که در آن بازی کرده‌است می‌توان به باشگاه فوتبال آ.اس. رم اشاره کرد.